# Bettborn, Luxemburg
Bettborn är en ort i Luxemburg.   Den ligger i distriktet Diekirch, i den centrala delen av landet, 24 km nordväst om huvudstaden Luxemburg. Bettborn ligger 285 meter över havet och antalet invånare är 231.